# Unión Deportiva Logroñés
L'Unión Deportiva Logroñés è una società calcistica con sede a Logroño, nella La Rioja, in Spagna. 
Milita nella Segunda Federación, la quarta serie del campionato spagnolo.

## Storia
L'Unión Deportiva Logroñés fu fondata nel 1967, come Club Deportivo Varea.
Al termine della stagione 2008-2009, a seguito della prima promozione in Segunda División B, la società assume il nome attuale, per meglio rappresentare il capoluogo della regione, rimasto nel frattempo senza società calcistiche nel panorama professionistico spagnolo.

### Nomi precedenti
- Club Deportivo Varea - (1967-2009)
- Unión Deportiva Logroñés - (2009-)

## Tornei nazionali

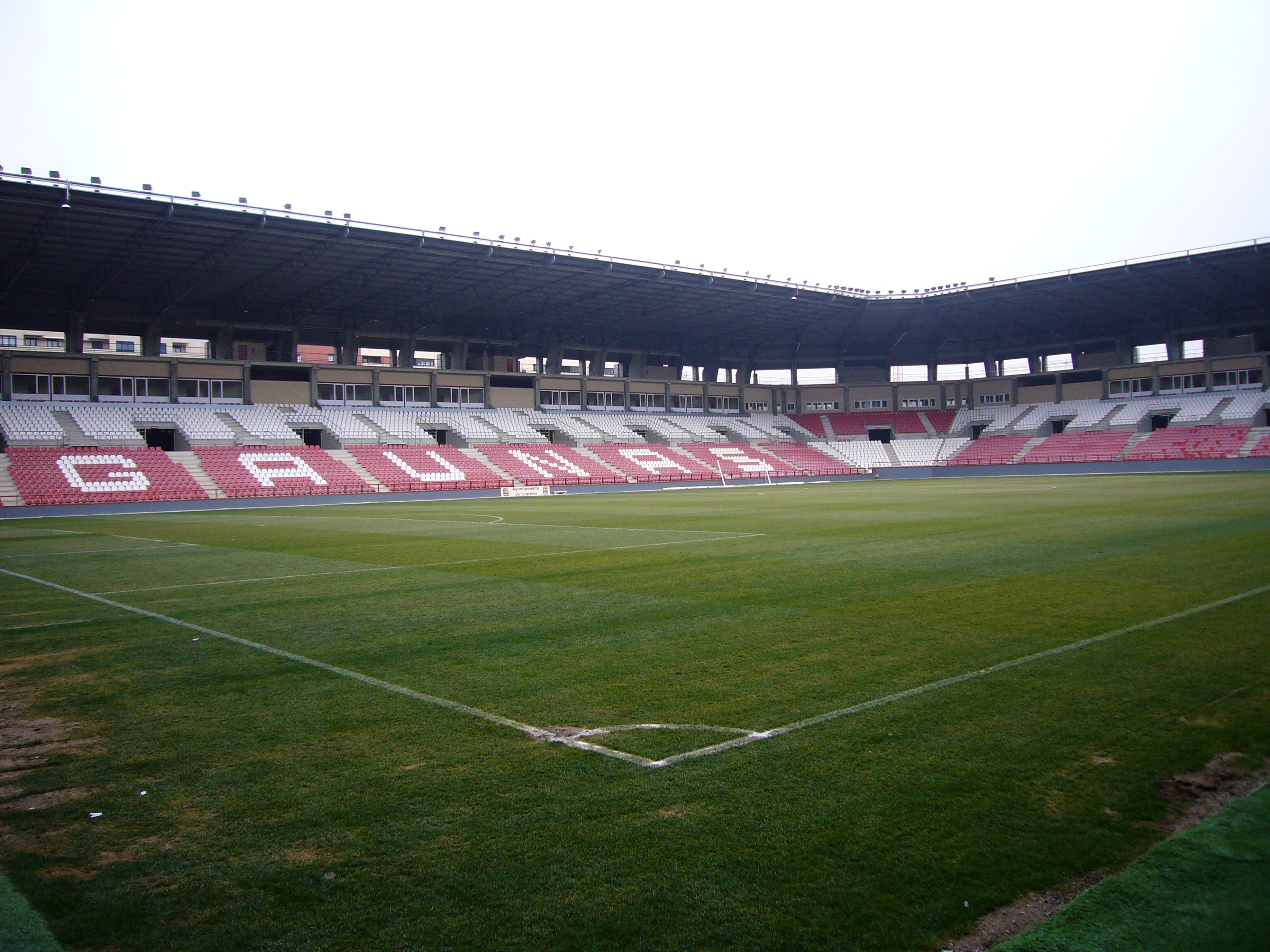
Stadio Las Gaunas

- Primera División: 9 stagioni
- Segunda División: 18 stagioni
- Segunda División B: 11 stagioni
- Tercera División: 29 stagioni

## Stagioni
| Stagione    | Categoria      | Posizione |
| ----------- | -------------- | --------- |
| dal 1967-68 | Cat. Regionali | —         |
| al 1992     | Cat. Regionali | —         |
| 1992/93     | 3ª             | 17°       |
| 1993/94     | 3ª             | 11°       |
| 1994/95     | 3ª             | 16°       |
| 1995/96     | 3ª             | 16°       |
| 1996/97     | 3ª             | 19°       |
| dal 1997-98 | Cat. Regionali | —         |
| al 2002-03  | Cat. Regionali | —         |
| 2003/04     | 3ª             | 13°       |

| Stagione | Categoria | Posizione |
| -------- | --------- | --------- |
| 2004/05  | 3ª        | 4°        |
| 2005/06  | 3ª        | 5°        |
| 2006/07  | 3ª        | 6°        |
| 2007/08  | 3ª        | 6°        |
| 2008/09  | 3ª        | 1°        |
| 2009/10  | 2ª B      | 9°        |
| 2010/11  | 2ª B      | 6°        |
| 2011/12  | 2ª B      | 5°        |
| 2012/13  | 2ª B      | 14º       |
| 2013/14  | 2ª B      | 11º       |
| 2014/15  | 2ª B      | 4º        |
| 2015/16  | 2ª B      | 4º        |

## Rosa 2021-2022
Rosa aggiornata al 23 agosto 2021.
| N. |                     | Ruolo | Calciatore         |
| -- | ------------------- | ----- | ------------------ |
| 1  | Spagna (bandiera)   | P     | Rubén Miño         |
| 2  | Spagna (bandiera)   | D     | Unai Medina        |
| 3  | Spagna (bandiera)   | C     | Dani Pacheco       |
| 4  | Spagna (bandiera)   | D     | Gorka Pérez        |
| 5  | Spagna (bandiera)   | D     | Pablo Bobadilla    |
| 7  | Colombia (bandiera) | A     | Leonardo Acevedo   |
| 8  | Spagna (bandiera)   | C     | Lander Olaetxea    |
| 9  | Spagna (bandiera)   | A     | Ander Vitoria      |
| 10 | Spagna (bandiera)   | C     | Zelu               |
| 11 | Spagna (bandiera)   | C     | Rubén Martínez     |
| 12 | Polonia (bandiera)  | C     | Mateusz Bogusz     |
| 13 | Spagna (bandiera)   | P     | Roberto Santamaría |

| N. |                      | Ruolo | Calciatore           |
| -- | -------------------- | ----- | -------------------- |
| 14 | Spagna (bandiera)    | C     | Jon Errasti          |
| 15 | Spagna (bandiera)    | D     | Enrique Clemente     |
| 16 | Spagna (bandiera)    | D     | Iñaki Sáenz          |
| 17 | Spagna (bandiera)    | C     | Andy Rodríguez       |
| 18 | Spagna (bandiera)    | C     | Paulino de la Fuente |
| 19 | Marocco (bandiera)   | C     | Ousama Siddiki       |
| 20 | Spagna (bandiera)    | D     | Iago López           |
| 21 | Argentina (bandiera) | C     | Damián Petcoff       |
| 22 | Spagna (bandiera)    | A     | Roni                 |
| 23 | Spagna (bandiera)    | D     | Andoni López         |
| 24 | Spagna (bandiera)    | D     | Alex Pérez           |
| 25 | Spagna (bandiera)    | P     | Dani Hernández       |
| 26 | Spagna (bandiera)    | C     | Jaime Sierra         |

## Palmarès

### Competizioni nazionali
- Segunda División B: 1

2019-2020 (gruppo 2)
- Tercera División: 1

2008-2009

### Altri piazzamenti
- Segunda División B:

Secondo posto: 2018-2019